# Appetente sacro
Appetente sacro è un'enciclica di papa Clemente XIII, datata 20 dicembre 1759, nella quale il Pontefice raccomanda vivamente il digiuno quaresimale, che deve essere rigidamente e senza sotterfugi osservato come mezzo di penitenza, e deve essere santificato con le elemosine e con la preghiera.

## Fonte
- Tutte le encicliche e i principali documenti pontifici emanati dal 1740. 250 anni di storia visti dalla Santa Sede, a cura di Ugo Bellocci. Vol. II: Clemente XIII (1758-1769), Clemente XIV (1769-1774), Pio VI (1775-1799), Pio VII (1800-1823), Libreria Editrice Vaticana, Città del Vaticano 1994.